# 잊을 수 없는 너에게…
《잊을 수 없는 너에게…》(일본어: 忘れえぬ君へ…)는 1999년 8월 25일 발매된 TOKIO의 17번째 싱글이다.

## 설명
- 수록 곡이 2곡이지만, 한 곡은 instrumental 곡으로 즉 오리지널 곡은 1곡이라서, 600엔으로 판매되었다.
- TOKIO의 버라이어티 프로그램 NTV계 《남녀 8명 연애 투어! TOKIO의 나·리·유·와!!》에 타이업 되었다.

## 수록곡
1. 忘れえぬ君へ…
  - 작사 : 시미즈 아키오·오카베 마리코 / 작곡 : 시미즈 아키오 / 편곡 : 모리 도시유키
2. 忘れえぬ君へ… -instrumental-